# Kinh Dịch
Kinh Dịch (chữ Nôm: 經易), tên gốc là Dịch Kinh (chữ Hán: 易經), là một sách bói toán cổ xưa của Trung Quốc, nằm trong hàng ngũ những kinh điển cổ xưa nhất của nền văn hóa này. Kinh Dịch dùng hệ thống ký hiệu đặc biệt để diễn tả sự chuyển hóa của sự vật, qua đó thể hiện quan điểm triết học và vũ trụ quan của văn hóa Trung Hoa cổ. Ý nghĩa cốt lõi của tác phẩm là thông qua các quẻ âm dương để phản ánh sự vận hành của vạn vật trong tự nhiên. Người bói toán đưa ra câu hỏi với thần linh và dùng các quẻ để tiên đoán tương lai.
Kinh Dịch được chia thành hai phần là "Kinh" và "Truyện". Phần "Kinh" nguyên có tên là Chu Dịch, còn phần "Truyện" là phần chú giải, lý thuyết và cách sử dụng phần "Kinh". Theo truyền thuyết, Chu Dịch do Chu Văn vương biên soạn. Giới học thuật hiện nay cho rằng tác phẩm này được hình thành và phát triển từ đầu thời Tây Chu đến giữa thời Xuân Thu. Ban đầu, Kinh Dịch chỉ là một cuốn cẩm nang bói toán vào thời Tây Chu (khoảng 1000–750 TCN). Trải qua thời Chiến Quốc tới thời Tần–Hán (khoảng 500–200 TCN), Kinh Dịch dần trở thành một tác phẩm vũ trụ luận, với phần luận giải triết lý được gọi là "Thập Dực". Từ thế kỷ thứ 2 TCN, Kinh Dịch chính thức trở thành một trong Ngũ kinh của Nho giáo, đóng vai trò then chốt trong việc thực hành chiêm bốc tại Đông Á và được các nho gia bình chú qua nhiều thế hệ.
Là một tác phẩm bói toán, Kinh Dịch được dùng cho một hình thức chiêm bốc cổ của Trung Quốc gọi là "bốc Dịch", trong đó người ta sử dụng các bó cỏ thi để gieo ra sáu số ngẫu nhiên từ 6 đến 9. Mỗi một tổ hợp số này tương ứng với 1 trong 64 quẻ, và các quẻ này có thể tra cứu trong Kinh Dịch. Những quẻ này được sắp xếp theo một thứ tự được gọi là "Văn Vương quái tự". Việc giải nghĩa các quẻ Dịch đã trở thành đề tài tranh luận của nhiều học giả qua các thời đại. Nếu phân theo các trường phái, Dịch có thể chia thành Nho môn Dịch, Đạo gia Dịch, Dịch thuật bói toán. Trong quá trình luận giải Dịch của Nho gia, đã hình thành hai trường phái chính là Tượng số phái và Nghĩa lý phái.
Kinh Dịch đã tạo nên nền tảng cho hệ thống tư tưởng và văn hóa Trung Quốc ở giai đoạn phát triển sơ khai. Nho gia tôn vinh Kinh Dịch là "tác phẩm đứng đầu trong các kinh điển", trong khi Đạo gia xem đây là "một trong ba tác phẩm huyền bí". Kinh Dịch không chỉ có ảnh hưởng sâu rộng đến các lĩnh vực triết học, toán học, văn học, y học cổ truyền, kinh tế, pháp luật và mỹ học Trung Quốc, mà còn lan truyền ra nước ngoài. Từ thế kỷ 18 đến thế kỷ 20, Kinh Dịch đã có ảnh hưởng sâu sắc đến cách nhìn nhận của người phương Tây về tư tưởng triết học Á Đông. Ngày nay, giới học thuật quốc tế đã mở rộng nghiên cứu Kinh Dịch, bao trùm hầu hết các lĩnh vực khoa học nhân văn truyền thống và khoa học xã hội.

## Nguyên bảnChu Dịch

### Lịch sử
Cốt lõi của Kinh Dịch là một văn bản bói toán thời Tây Chu có tên Chu Dịch (周易). Chu Dịch là tác phẩm đứng đầu trong Lục kinh, cùng với Liên Sơn và Quy Tàng hợp thành Tam Dịch. Dù hiện nay chỉ còn Chu Dịch được lưu truyền, nhưng năm 1993, khi khai quật các thẻ tre thời Tần tại Vương Gia Đài ở Giang Lăng, Hồ Bắc, các nhà khảo cổ đã phát hiện một văn bản khớp với phiên bản Quy Tàng của Mã Quốc Hán, xác nhận sự tồn tại của hai trong bộ ba Tam Dịch.
Thời điểm xuất hiện của Chu Dịch vẫn là một vấn đề gây tranh cãi trong giới học thuật. Các học giả cổ đại như Tư Mã Thiên, Ban Cố, Khổng Dĩnh Đạt và học giả hiện đại Cố Hiệt Cương đều cho rằng Chu Dịch được hình thành vào những năm đầu thời Tây Chu. Ngược lại, các nhà khảo cổ như Trần Mộng Gia và Lý Kính Trì nhận định rằng tác phẩm này chỉ được hoàn thiện vào cuối thời Tây Chu, trong khi Liêu Bình và Lục Khản Như lại cho rằng nó ra đời vào thời Xuân Thu. Thậm chí, một số học giả như Trần Ngọc Sâm và Trần Hiến Du còn đặt giả thuyết rằng Chu Dịch không xuất hiện trước thời Tiên Tần mà là vào thời Tây Hán. Tuy nhiên, phát hiện về các thẻ tre Chu Dịch trong các mộ phần thuộc cuối thời Chiến Quốc (khoảng 475–221 TCN) đã bác bỏ quan điểm cho rằng tác phẩm này chỉ xuất hiện vào thời Tây Hán.
Dựa trên sự so sánh ngôn ngữ trong Chu Dịch với các văn tự khắc trên đồng có niên đại xác định, nhà Hán học người Mỹ Edward Shaughnessy đã xác định rằng văn bản hiện hành được biên soạn vào khoảng cuối thế kỷ 9 TCN, trong những năm đầu trị vì của Chu Tuyên vương (trị. k. 827 – 782 TCN). Một bản sao của Chu Dịch nằm trong bộ sưu tập các thẻ tre và gỗ tại Bảo tàng Thượng Hải, được phát hiện năm 1994, cho thấy rằng văn bản này đã được phổ biến rộng rãi trong xã hội Trung Quốc vào khoảng năm 300 TCN. Tuy nhiên, vẫn tồn tại một số biến thể nhỏ cho đến cuối thời Chiến Quốc.

### Tên gọi và tác giả
Tên gọi Chu Dịch có nghĩa là "sự biến đổi" (易; dịch) của triều đại nhà Chu. Từ "biến đổi" này có thể được hiểu theo nhiều cách, bao gồm sự chuyển hóa của các quẻ, sự thay đổi của các hào trong quẻ, hoặc các con số thu được từ quá trình bói toán. Phùng Hữu Lan từng đưa ra giả thuyết rằng từ "dịch" ban đầu mang nghĩa là "dễ", ám chỉ một hình thức bói toán đơn giản hơn so với phương pháp bói bằng mai rùa và xương. Tuy nhiên, hiện chưa có bằng chứng rõ ràng để khẳng định giả thuyết này. Ngoài ra, trong truyền thuyết dân gian cổ đại, chữ "dịch" còn được cho là biểu thị chu kỳ ngày và đêm, mang ý nghĩa ẩn dụ về mặt trời và mặt trăng. Theo các nhà Hán học hiện đại, ký tự "dịch" có thể bắt nguồn từ hình ảnh mặt trời ló ra từ mây, biểu tượng cho sự thay đổi của các hiện tượng tự nhiên. Một cách hiểu khác cho rằng "dịch" thể hiện sự chuyển hóa, ám chỉ quá trình biến đổi của chất chứa bên trong một vật sang một hình thái khác.
Theo truyền thuyết, Chu Dịch thường được cho là do Chu Văn vương và Chu công Đán biên soạn. Một giả thuyết khác thì cho rằng phần lớn nội dung của sách được viết bởi Thành Thang. Kể từ thời Hán, nhiều học giả cho rằng Phục Hy là người sáng tạo Bát quái (八卦), nhưng vì Phục Hy là nhân vật huyền thoại nên hiện tại vẫn chưa có khẳng định chắc chắn. Theo Hệ từ, một trong Thập Dực, Phục Hy thường ngửa mặt xem sự vận hành của mặt trời, mặt trăng và các vì sao, cúi mặt xem dòng chảy sông suối để nắm được sự biến đổi của thế giới mà tạo ra Bát quái "để hiểu tường tận sự linh diệu và sáng suốt của vạn vật và phân loại muôn loài". Tuy nhiên, chính Chu Dịch lại không đề cập đến truyền thuyết này và cũng không nói gì về nguồn gốc của nó. Sách Chu Lễ lại khẳng định rằng các quẻ của Chu Dịch có nguồn gốc từ một tập hợp ban đầu gồm tám quẻ đơn. Sang đến thời Hán lại xuất hiện nhiều quan điểm khác nhau về mối liên hệ lịch sử giữa các quẻ đơn và quẻ kép. Vào thế kỷ thứ 2, học giả Mã Dung đưa ra quan điểm rằng Chu Dịch là thành quả của sự kết hợp giữa Phục Hy, Chu Văn vương, Chu công Đán và Khổng Tử. Tuy nhiên, quan điểm truyền thống này hiện không còn được chấp nhận rộng rãi.
Nhà cổ văn tự học Cao Hanh cho rằng Chu Dịch không phải là công trình của một cá nhân tại một thời điểm mà là thành quả của nhiều thế hệ. Hiện nay, giới học thuật thường nhận định Chu Dịch hình thành từ đầu thời Tây Chu và đạt độ hoàn thiện vào giữa thời Xuân Thu. Các vật liệu liên quan đến Dịch học được khai quật gần đây cho thấy, các ký hiệu khắc trên mai rùa từ thời Phục Hy (khoảng bảy đến tám nghìn năm trước) có thể là khởi nguồn của bát quái; văn hóa Dương Thiệu (khoảng năm đến sáu nghìn năm trước) đã xuất hiện các ký hiệu số liên quan đến Dịch học và các quẻ trùng lặp. Khoảng bốn nghìn năm trước, thời Nghiêu Thuấn đã có ký hiệu chữ "Nhật" (日, dạng cổ ), được xem là tên nguyên thủy của quẻ Ly và thời Thương cách đây ba nghìn năm đã có nhiều quẻ sáu hào. Những vật liệu như mai rùa và đồ đồng khắc quẻ từ Kỳ Sơn và Phù Phong, Thiểm Tây, cho thấy Chu Dịch đã phổ biến mạnh trong thời kỳ này.

### Cấu trúc

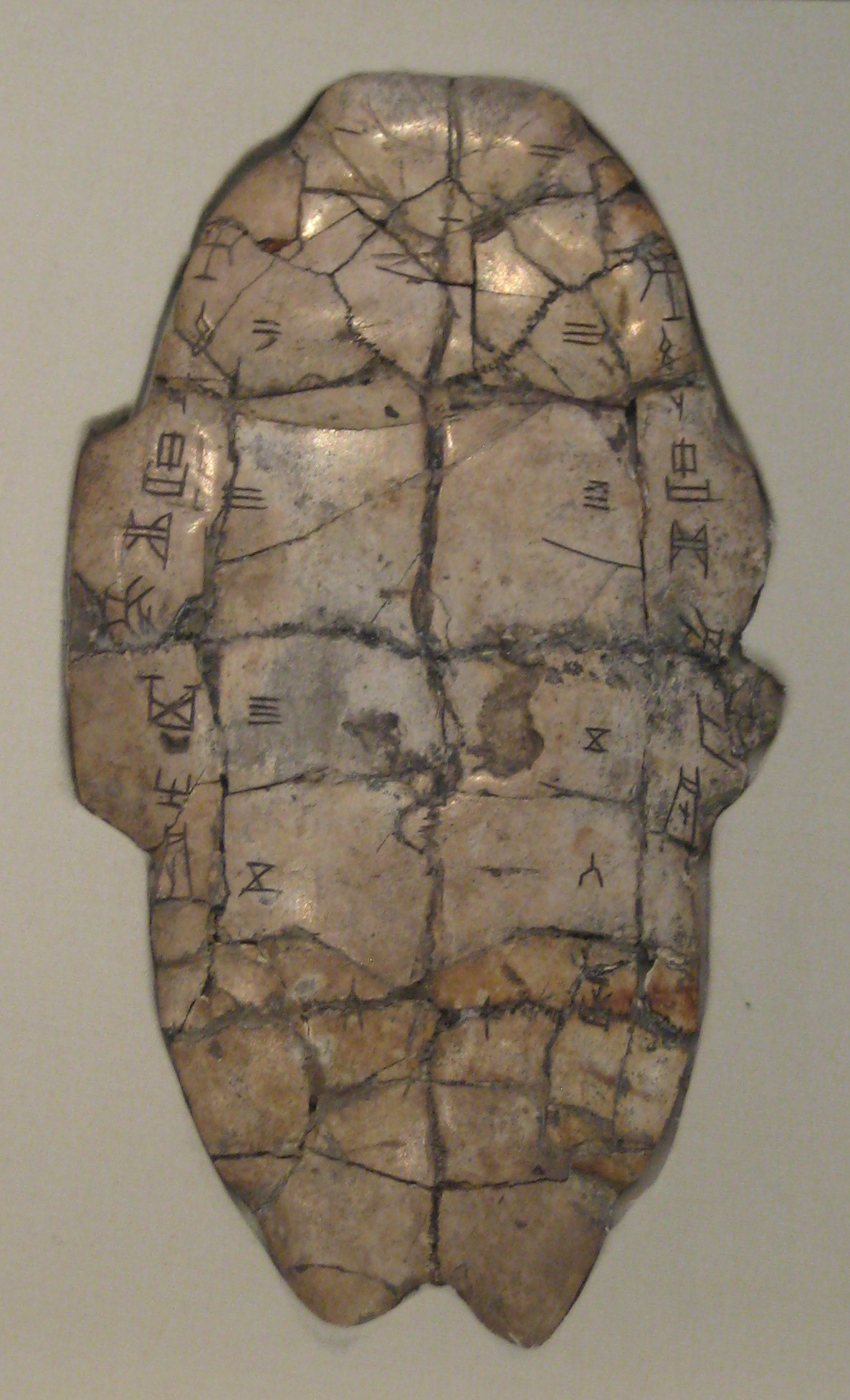
Một mai rùa dùng cho bói toán, trên đó có khắc chữ "trinh" (貞) ở dạng cổ, với nghĩa là "bói".

Đơn vị cơ bản của Chu Dịch là "quẻ" (卦, quái), được cấu thành từ sáu vạch ngang xếp chồng lên nhau, gọi là "hào" (爻). Vạch có thể liền (biểu trưng cho dương) hoặc đứt (biểu trưng cho âm), nên còn được gọi là hào dương và hào âm. Trong hệ thống này, hào dương cũng được gọi là "hào cửu", hào âm là "hào lục". Trình tự các hào trong một quẻ được đọc từ dưới lên, bắt đầu từ hào đầu tiên (hào sơ) đến hào cuối cùng (hào thượng). Chu Dịch bao gồm tổng cộng 64 quẻ, được tạo thành từ sự kết hợp của 2 trong số 8 quẻ đơn (bát quái) để hình thành các quẻ kép, gọi là "trùng quái" (重卦). Mỗi trùng quái được chia thành hai đơn quái: nội quái (內卦), bao gồm ba hào dưới cùng, biểu thị phần bên trong, tiềm ẩn hoặc nền tảng của sự việc; và ngoại quái (外卦), bao gồm ba hào trên cùng, biểu thị phần bên ngoài, công khai hoặc kết quả hiển hiện của sự việc. Ví dụ, quẻ Thiên Thủy Tụng (䷅) được cấu thành từ nội quái Khảm (☵) ở phía dưới và ngoại quái Càn (☰) ở phía trên.
Mỗi quẻ trong Chu Dịch đều được đặt tên và đi kèm các yếu tố giải nghĩa cơ bản, bao gồm tên quẻ (卦名, quái danh), một câu giải thích ngắn gọn ý nghĩa tổng quát của quẻ, gọi là "Thoán từ" (彖辭) và sáu câu giải nghĩa riêng biệt cho từng hào, gọi là "Hào từ" (爻辭). Cả Thoán từ lẫn Hào từ đều đóng vai trò quan trọng trong việc lý giải ý nghĩa của quẻ và được sử dụng để đưa ra dự đoán khi bói quẻ. Tuy nhiên, cho đến nay, vẫn chưa rõ lý do tại sao lại có hai cách giải quẻ khác nhau là Thoán từ và Hào từ và cũng chưa rõ rõ khi nào nên ưu tiên dùng Thoán từ, khi nào thì ưu tiên dùng Hào từ. Trong cấu trúc của quẻ, vị trí và tính chất của hào đóng vai trò quan trọng. Các hào ở vị trí lẻ (1, 3, 5) được coi là dương vị, còn các hào ở vị trí chẵn (2, 4, 6) được coi là âm vị. Một hào được xem là "chính" (正) khi tính chất của nó phù hợp với vị trí: hào dương ở dương vị hoặc hào âm ở âm vị. Ngược lại, hào không phù hợp với vị trí được gọi là "bất chính" (不正). Các hào ở giữa nội quái (hào 2) và ngoại quái (hào 5) được gọi là "trung" (中), mang ý nghĩa cân bằng và hòa hợp. Trong số các hào, hào 5 thường được xem là vị trí quan trọng nhất, đặc biệt khi vừa trung vừa chính, thường tượng trưng cho ngôi vua hoặc vai trò lãnh đạo.
Cụm từ "Nguyên hanh lợi trinh" (元亨利貞) – thường xuất hiện trong Thoán từ – được xem như yếu tố trọng tâm trong việc giải nghĩa Kinh Dịch kể từ sau thế kỷ 6 TCN. Theo Cao Hanh, bốn chữ này tượng trưng cho bốn đức tính cốt lõi của con người: "nguyên" là đặt nhân làm gốc, "hanh" lấy lễ làm bản lề, "lợi" xem nghĩa làm trọng tâm, và "trinh" biểu thị sự chắc chắn làm nền tảng. Edward Shaughnessy cho rằng, khi tiến hành bói toán, nếu kết quả ban đầu là "nguyên hanh lợi trinh", quá trình bói toán tiếp đó sẽ diễn ra thuận lợi, vạn sự hanh thông. Chữ "trinh" (貞) vốn xuất hiện trên giáp cốt cuối thời nhà Thương và đầu thời Tây Chu trong vai trò của một động từ với nghĩa là "bói". Đồng thời, "trinh" cũng có nghĩa là chính trực, đúng đắn, được học giả Trịnh Huyền thời Đông Hán định nghĩa là "tìm hiểu tính chính xác" của một hành động dự định thực hiện.
Hầu hết các quẻ trong Chu Dịch thường được đặt tên dựa trên một từ quan trọng xuất hiện trong Thoán từ tương ứng. Ví dụ, quẻ Thiên Trạch Lý (䷉) có Thoán từ: "Lý hổ vĩ, bất điệt nhân, hanh" (履虎尾，不咥人，亨), nghĩa là "Dẫm lên đuôi cọp mà cọp không cắn, mọi việc hanh thông." Tuy nhiên, cũng có năm trường hợp ngoại lệ (quẻ 2: Thuần Khôn, 9: Tiểu Súc, 26: Đại Súc, 61: Trung Phu và 63: Ký Tế), trong đó tên quẻ không xuất hiện trong Thoán từ. Mục đích của sự lựa chọn này vẫn chưa được làm rõ. Có khả năng tên các quẻ được chọn ngẫu nhiên từ Thoán từ, hoặc ngược lại, Thoán từ được phát triển từ tên quẻ. Hào từ, vốn chiếm phần lớn nội dung của Chu Dịch, có tính chất ngắn gọn, súc tích và thường mang đậm tính biểu tượng. Đặc biệt, mỗi Hào từ thường bắt đầu với số thứ tự của hào, lần lượt là "sơ, nhị, tam, tứ, ngũ, thượng" và kết hợp với số 6 hoặc 9 để biểu thị hào âm hoặc hào dương. Đặc biệt, ngoài sáu câu thông thường, hai quẻ Thuần Càn và Thuần Khôn còn có thêm Hào từ thứ bảy, được gọi là "dụng" – dụng cửu trong quẻ Càn và dụng lục trong quẻ Khôn. Chu Hi cho rằng, quẻ Càn có cả 6 hào dương (䷀) biến ra âm, quẻ Khôn có 6 hào âm (䷁) biến ra dương, có nghĩa có cương mà biến ra nhu, có nhu và biến ra cương. Hào từ chiếm phần lớn nội dung của tác phẩm và có thể đưa ra những lời tiên tri, dự đoán, hoặc lời khuyên cụ thể. Nhìn chung, Hào từ có tính súc tích, mang đậm tính biểu tượng và đôi khi chứa đựng yếu tố thơ ca hoặc liên hệ đến các sự kiện lịch sử.

### Ứng dụng

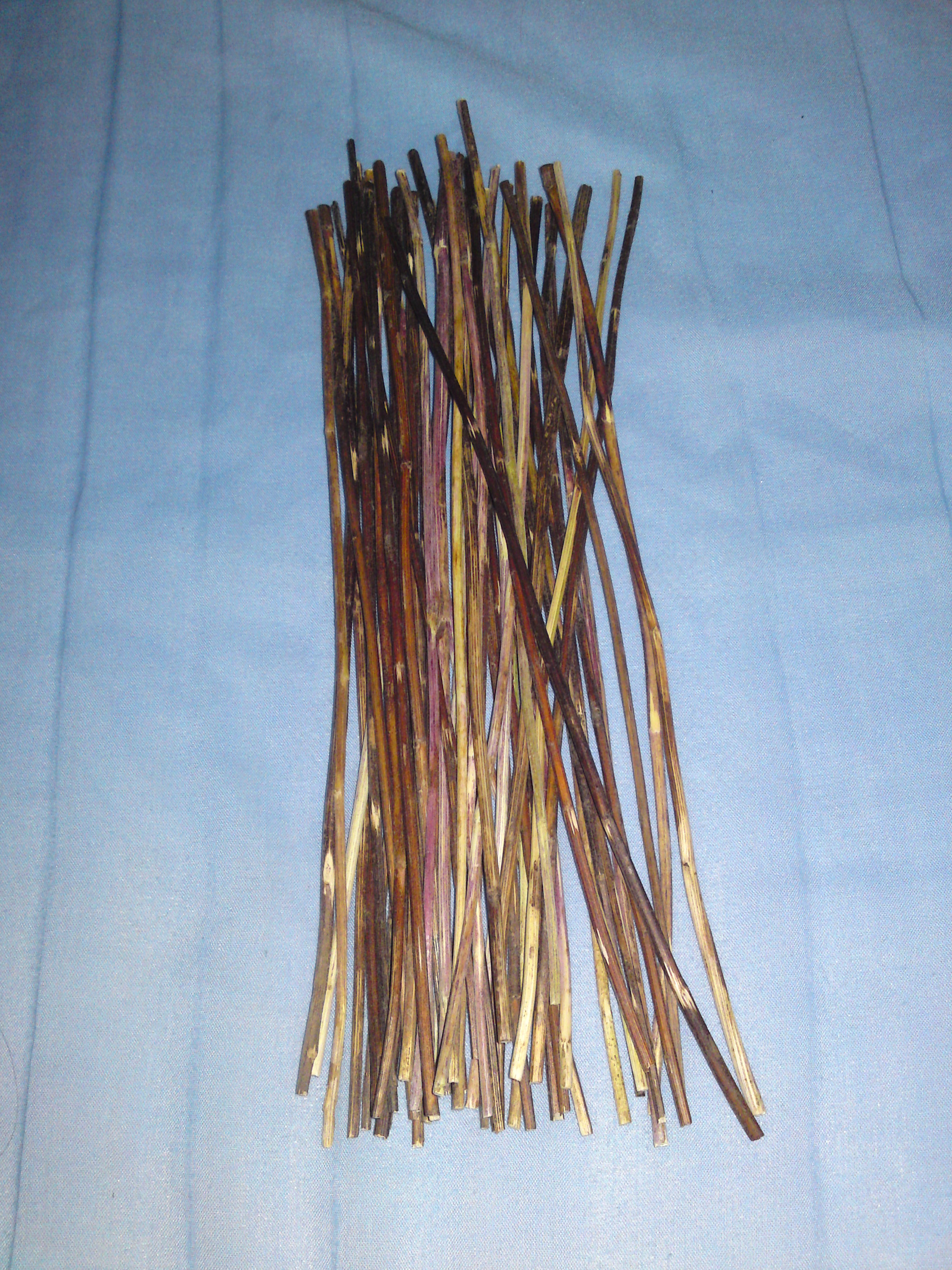
Năm mươi nhánh cỏ thi (Achillea millefolium) dùng để gieo quẻ Kinh Dịch.

Các bằng chứng khảo cổ cho thấy, trong thời nhà Chu, bói toán chủ yếu dựa vào thuật "bói quẻ", tức là sử dụng các con số ngẫu nhiên để suy đoán ý chỉ của thần linh. Chu Dịch đóng vai trò như một cuốn sách hướng dẫn cách gieo quẻ, và thân cây cỏ thi làm công cụ chính để tiến hành quá trình này. Tuy nhiên, phương thức chuyển đổi thân cây cỏ thi thành các con số và quá trình chọn ra các hào từ phép đọc hào vẫn chưa được giải thích rõ ràng. Trong các quẻ Dịch, hào đứt được dùng để biểu thị các số 6 (六) và 8 (八), trong khi hào liền tượng trưng cho các số 7 (七) và 9 (九). Sách Đại Tượng truyện, một tác phẩm xuất hiện muộn hơn Chu Dịch, mô tả chi tiết cách gieo quẻ thông qua các phép tính trên một bó gồm 50 thân cỏ thi, tạo ra kết quả từ 6 đến 9. Tương tự Chu Dịch, phương pháp bói toán bằng cỏ thi đã tồn tại từ thời Tây Chu, nhưng cách thức chi tiết của phương pháp này đã bị thất truyền qua thời gian. Phương pháp bói Dịch hiện đại trên thực tế là kết quả của quá trình tái tạo, phục dựng dựa trên các ghi chép từ thời cổ đại.
Tả truyện và Quốc ngữ là hai tác phẩm chứa đựng những ghi chép sớm nhất của việc sử dụng Chu Dịch trong bói toán. Trong khoảng thời gian từ năm 671 đến 487 TCN, hai cuốn sách này ghi nhận hơn hai mươi lần gieo quẻ bằng cỏ thi do các chiêm bốc sư chuyên nghiệp thực hiện cho vua chúa. Mặc dù các sự kiện được liệt kê khá chi tiết, nhưng cách thức thực hiện bói toán không được giải thích rõ ràng và các câu chuyện ấy cũng không chứa đựng thêm bất kỳ lời bình hay quy tắc hay cách chú giải nào. Người ta chỉ sử dụng các quẻ và Hào từ được sử dụng để đưa ra lời giải. Đến thế kỷ 4 TCN, Chu Dịch không chỉ đơn thuần là một công cụ bói toán, mà đã trở thành một tài liệu uy tín được người ta thường xuyên trích dẫn trong các cuộc tranh luận, ngay cả khi nội dung của những tranh luận này không liên quan trực tiếp đến bói toán. Dù Tả truyện không ghi nhận việc dân thường bói toán, nhưng các bản ghi chép từ thời nhà Tần, tìm thấy ở Thụy Hổ Địa, cho thấy rằng dân gian cũng sử dụng Chu Dịch để giải đáp các câu hỏi về kinh doanh, sức khỏe, con cái, hoặc chọn ngày lành.
Hình thức bói Dịch phổ biến nhất ngày nay là kết quả của quá trình phục dựng từ những phương pháp cổ xưa, được ghi chép trong các thư tịch như Đại Tượng truyện (niên đại 300 TCN) và sau đó là Hoài Nam tử và Luận hành (thời Hán). Dựa trên những mô tả trong Đại Tượng truyện, nhà Lý học Chu Hi thời Tống đã phục hồi lại phương pháp gieo quẻ bằng cỏ thi, và cách thức này vẫn còn được sử dụng rộng rãi khắp Đông Á cho đến ngày nay. Trong thế kỷ 20, học giả Cao Hanh cũng đã nỗ lực phục dựng cách thực hiện gieo quẻ Dịch số theo cách riêng và phương pháp của ông có một số khác biệt so với phiên bản của Chu Hi. Một phương pháp gieo quẻ bằng đồng xu, xuất hiện từ thời Đường, vẫn còn phổ biến cho đến ngày nay. Ngoài ra, trong thời hiện đại, một số phương pháp gieo quẻ khác cũng xuất hiện, sử dụng xúc xắc hoặc lá bài, phục vụ cho những mục đích khác nhau. Một phương pháp khác, gọi là Mai Hoa Dịch số, không sử dụng bất kỳ công cụ vật lý cụ thể nào, mà chỉ dựa vào khả năng quan sát, nhận thức về các yếu tố tự nhiên và toán học để đưa ra kết quả dự đoán.
Trong các điển tích từ Tả truyện, khi nói về các hào của quẻ, người ta thường dùng giới từ "chi" (之), để chỉ một hào trong quẻ này liên quan đến một quẻ khác, nơi mà hào đó mang hình thức khác. Sau này, khi một số học giả cố gắng phục dựng lại cách gieo quẻ thời cổ đại, từ "chi" được hiểu như một động từ, có nghĩa là "chuyển thành", cho rằng một quẻ có thể biến đổi thành quẻ khác (hào biến). Tuy nhiên, trong Tả truyện, không có bằng chứng nào cho thấy hào có thể thay đổi. Trong 12 trường hợp được trích dẫn trong sách, các quẻ gốc luôn được dùng để đưa ra tiên đoán, không có sự chuyển đổi nào giữa các quẻ.

## Kinh điểnKinh Dịch
Năm 136 TCN, Hán Vũ Đế phong Chu Dịch là "đệ nhất kinh điển", đặt tên là Kinh Dịch. Việc Vũ Đế liệt kê Kinh Dịch vào hàng Ngũ Kinh xuất phát từ sự kết tinh của nhiều dòng tư tưởng văn hóa lớn, bao gồm Nho gia, Đạo gia, Pháp gia, thuyết Âm Dương và thuyết Ngũ Hành. Dẫu rằng Chu Dịch nguyên bản không hàm chứa các ẩn dụ về vũ trụ học, nhưng Kinh Dịch lại được diễn giải như một mô hình thu nhỏ, một hệ thống biểu trưng phức tạp tương ứng với vạn vật trong vũ trụ. Bản khắc chính thức của Kinh Dịch được ghi lại trên đá, trở thành một phần của bộ Tây Bình thạch kinh. Từ đó, Kinh Dịch được tôn làm kinh điển chính thống suốt hơn hai thiên niên kỷ, cho đến khi những phiên bản khác của Chu Dịch cùng các văn bản liên quan được phát hiện vào thế kỷ 20.

### Thập dực
Quá trình Chu Dịch trở thành Kinh Dịch gắn liền với một tập hợp mười chú giải được gọi là Thập Dực. Thập Dực vốn xuất hiện muộn hơn rất nhiều so với Chu Dịch và là sản phẩm của một xã hội hoàn toàn khác biệt so với thời kỳ mà văn bản gốc được biên soạn. Nếu như Chu Dịch được viết bằng tiếng Hán thượng cổ sơ kỳ, thì Thập Dực lại được sáng tác bằng một dạng ngôn ngữ tiền thân của tiếng Hán trung cổ. Nguồn gốc chính xác của Thập Dực đến nay vẫn là một bí ẩn đối với giới học thuật. Tuy mối liên hệ lịch sử giữa Chu Dịch và Thập Dực chưa thực sự rõ ràng, chiều sâu triết học của Thập Dực đã giúp Kinh Dịch trở thành một tác phẩm "hoàn hảo", phù hợp với hệ tư tưởng Nho học thời Hán. Việc đưa Thập Dực vào hệ thống kinh điển phản ánh sự công nhận rộng rãi trong xã hội Trung Quốc cổ đại – như được ghi lại trong Tả truyện và nhiều văn bản tiền Hán khác – rằng Kinh Dịch không chỉ đơn thuần là một sách bói toán chuyên nghiệp, mà còn là một tác phẩm chứa đựng những ý nghĩa triết học và đạo đức đa dạng.
Trong số các phần của Thập Dực, quan trọng nhất có lẽ là Đại Tượng truyện, được cho là có niên đại khoảng năm 300 TCN. Đại Tượng truyện mô tả Kinh Dịch như một mô hình thu nhỏ của vũ trụ và là bản diễn giải mang tính biểu tượng về quá trình biến đổi không ngừng của vạn vật. Theo Đại Tượng truyện, việc tham gia vào trải nghiệm tâm linh qua Kinh Dịch giúp con người thấu hiểu các quy luật sâu xa chi phối vũ trụ. Tác phẩm cũng giải thích cách Bát quái được sinh ra từ Thái cực – trạng thái thống nhất của vạn vật – thông qua ba lần phân tách: "Dịch có thái cực, thái cực sinh lưỡng nghi, lương nghi sinh tứ tượng, tứ tượng sinh bát quái". Các phần khác trong Thập Dực cung cấp những cách nhìn khác nhau nhưng đều xoay quanh một luận điểm chung: khẳng định thẩm quyền và tính vũ trụ của Kinh Dịch. Chẳng hạn, Văn Ngôn truyện đưa ra cách lý giải mang tính đạo đức, liên kết hai quẻ đầu tiên – Càn (乾) và Khôn (坤) – với Trời và Đất. Trong khi đó, Thuyết Quái truyện nhấn mạnh ý nghĩa biểu tượng của các quẻ trong việc thấu hiểu bản thân, thế giới và vận mệnh. Xuyên suốt Thập Dực, có nhiều đoạn văn dường như cố tình làm tăng tính mơ hồ của văn bản gốc, điều này cho thấy nhận thức rõ ràng về tính đa tầng biểu tượng của Kinh Dịch.
Đại Tượng truyện cho rằng, sự hiểu biết về Kinh Dịch gắn liền với khả năng "hòa mình vào Thiên đạo và thấu hiểu mệnh trời". Theo đó, bậc thánh nhân khi đọc Kinh Dịch sẽ không chỉ thấu triệt các quy luật vận hành của vũ trụ, mà còn đạt được sự an nhiên trong tâm hồn, không để những khó khăn vật chất lay động tinh thần. Thuật ngữ "siêu hình học" trong tiếng Nhật – "hình nhi thượng học" (keijijōgaku, 形而上学) – bắt nguồn từ một đoạn trong Đại Tượng truyện: "Hình nhi thượng giả vị chi đạo, hình nhi hạ giả vị chi khí". Câu này có thể được dịch sang chữ Quốc ngữ là: "Những gì vượt lên trên hình tướng được gọi là đạo, những gì nằm dưới hình tướng được gọi là khí". Thuật ngữ "hình nhi thượng học" sau đó được vay mượn vào tiếng Triều Tiên và tái du nhập trở lại trong tiếng Trung hiện đại.
Theo truyền thống, Thập Dực được cho là tác phẩm của Khổng Tử, một quan điểm có lẽ bắt nguồn từ sự diễn giải sai lầm một đoạn trong Sử ký Tư Mã Thiên. Dù thiếu cơ sở lịch sử rõ ràng, mối liên hệ giữa Kinh Dịch và Khổng Tử đã mang lại cho tác phẩm này một vị thế đặc biệt, được xem như nền tảng tư tưởng và được tôn sùng như một tín điều trong suốt thời kỳ nhà Hán và nhà Đường. Chu Dịch may mắn không bị tiêu hủy trong cuộc "đốt sách, chôn Nho" dưới thời Tần Thủy Hoàng. Những bằng chứng văn bản cho thấy rằng Khổng Tử không coi tác phẩm này như một "kinh điển" chính thức. Tuy nhiên, một bình chú cổ về Chu Dịch được phát hiện tại Mã Vương Đôi đã hé lộ rằng Khổng Tử tuy đánh giá cao tác phẩm này như một nguồn tri thức trí tuệ, nhưng đồng thời cũng nhận thức rõ những hạn chế của nó khi chỉ đóng vai trò một văn bản bói toán.

## Danh sách quẻ
Trong Kinh Dịch, âm dương thể hiện qua vạch đứt và vạch liền, trong đó hào âm là vạch đứt (⚋), hào dương là vạch liền (⚊). Sự kết hợp của ba hào âm dương bất kỳ tạo thành tám quẻ đơn, gọi là bát quái: Càn (乾, ☰), Đoài (兌, ☱), Ly (離, ☲), Chấn (震, ☳), Tốn (巽, ☴), Khảm (坎, ☵), Cấn (艮, ☶) và Khôn (坤, ☷). Các quẻ đơn này được sắp xếp thành hai hệ thống lớn: "Tiên thiên Bát quái" và "Hậu thiên Bát quái".
"Tiên thiên Bát quái", được cho là sáng tạo của Phục Hy, sắp xếp các quẻ trong một vòng tròn đối xứng, biểu thị trạng thái khởi nguyên và cân bằng của vũ trụ. "Hậu thiên Bát quái", tương truyền được Chu Văn vương chỉnh lý, sắp xếp các quẻ theo phương vị tự nhiên và thể hiện sự vận động của các yếu tố trong thực tế. Thứ tự này thường ghép cặp các quẻ với phiên bản lật ngược của chúng; tám quẻ bất biến khi lật ngược thì được ghép với phiên bản nghịch đảo của chính chúng, nơi hào âm và hào dương hoán đổi vị trí.
Một cách sắp xếp khác, được tìm thấy tại Mã Vương Đôi năm 1973, phân loại các quẻ thành tám nhóm, mỗi nhóm có cùng một thượng quái. Tuy nhiên, bản thảo cổ nhất, được phát hiện năm 1987 và hiện lưu giữ tại Thư viện Thượng Hải, gần như chắc chắn tuân theo thứ tự Văn Vương. Có ý kiến cho rằng một chiếc bàn chải gốm thời Tây Chu cũng mang dấu vết bốn quẻ trong thứ tự này. Dù thứ tự sắp xếp nào là cổ nhất, không có bằng chứng cho thấy các tác giả nguyên thủy của Chu Dịch coi trọng việc sắp xếp quẻ. Việc gán số, dù là theo hệ nhị phân hay thập phân, là một phát kiến của hậu thế.
Sự hòa hợp giữa hai quẻ đơn tạo ra 64 quẻ kép, là toàn bộ hệ thống lục thập tứ quái của Kinh Dịch. Hệ thống này mở rộng từ Bát quái cơ bản bằng cách chồng quẻ đơn lên nhau, tạo nên các quẻ kép (trùng quái). Mỗi quẻ kép bao gồm 6 hào, đại diện cho sự vận động của âm dương trong từng hiện tượng. Việc chồng quẻ có thể dựa theo Tiên thiên hoặc Hậu thiên Bát quái, tùy thuộc vào mục đích sử dụng.
Bảng dưới đây hiển thị các quẻ theo thứ tự Văn Vương.
| 1 Càn (乾)        | 2 坤 (Khôn)         | 3 屯 (Truân) | 4 蒙 (Mông)       | 5 需 (Nhu)          | 6 訟 (Tụng)        | 7 師 (Sư)       | 8 比 (Tỷ)       |
| 9 小畜 (Tiểu Súc) | 10 履 (Lý)          | 11 泰 (Thái) | 12 否 (Bĩ)        | 13 同人 (Đồng Nhân) | 14 大有 (Đại Hữu)  | 15 謙 (Khiêm)   | 16 豫 (Dự)      |
| 17 隨 (Tùy)       | 18 蠱 (Cổ)          | 19 臨 (Lâm)  | 20 觀 (Quan)      | 21 噬嗑 (Phệ Hạp)   | 22 賁 (Bí)         | 23 剝 (Bác)     | 24 復 (Phục)    |
| 25 無妄 (Vô Vọng) | 26 大畜 (Đại Súc)   | 27 頤 (Di)   | 28 大過 (Đại Quá) | 29 坎 (Khảm)        | 30 離 (Ly)         | 31 咸 (Hàm)     | 32 恆 (Hằng)    |
| 33 遯 (Độn)       | 34 大壯 (Đại Tráng) | 35 晉 (Tấn)  | 36 明夷 (Minh Di) | 37 家人 (Gia Nhân)  | 38 睽 (Khuê)       | 39 蹇 (Kiển)    | 40 解 (Giải)    |
| 41 損 (Tổn)       | 42 益 (Ích)         | 43 夬 (Quải) | 44 姤 (Cấu)       | 45 萃 (Tụy)         | 46 升 (Thăng)      | 47 困 (Khốn)    | 48 井 (Tỉnh)    |
| 49 革 (Cách)      | 50 鼎 (Đỉnh)        | 51 震 (Chấn) | 52 艮 (Cấn)       | 53 漸 (Tiệm)        | 54 歸妹 (Quy Muội) | 55 豐 (Phong)   | 56 旅 (Lữ)      |
| 57 巽 (Tốn)       | 58 兌 (Đoài)        | 59 渙 (Hoán) | 60 節 (Tiết)      | 61 中孚 (Trung Phu) | 62 小過 (Tiểu Quá) | 63 既濟 (Ký Tế) | 64 未濟 (Vị Tế) |

## Sự diễn giải và tầm ảnh hưởng
Nhà Hán học Michael Nylan đã mô tả Kinh Dịch là cuốn sách Trung Hoa nổi tiếng nhất thế giới. Tương tự, Eliot Weinberger nhận xét rằng đây là tác phẩm "được nhận diện nhiều nhất" trong kho tàng văn hóa Trung Hoa. Ở Đông Á, Kinh Dịch đóng vai trò như một văn bản nền tảng, định hình các truyền thống triết học lớn của Nho giáo và Đạo giáo. Trong khi đó, tại phương Tây, tác phẩm này đã thu hút sự quan tâm sâu sắc của giới trí thức thời kỳ Khai sáng và trở thành nguồn cảm hứng cho nhiều nhân vật văn hóa và văn học nổi bật.

### Trung Quốc

#### Đông Hán và lục triều
Vào thời Đông Hán, từ những tranh luận về các khác biệt nhỏ giữa các phiên bản lưu truyền của Kinh Dịch, hai trường phái lớn trong cách giải thích tác phẩm này đã dần hình thành. Trường phái thứ nhất, gọi là Tân Văn, mang tính bình đẳng và chiết trung hơn, tập trung vào việc khám phá các mối tương đồng mang tính biểu trưng và số học giữa thế giới tự nhiên và các quẻ. Những chú giải của họ đã đặt nền móng cho sự phát triển của Tượng Số phái. Ngược lại, trường phái Cổ Văn lại mang tính học thuật và phân cấp hơn, tập trung vào việc diễn giải các nội dung đạo đức của văn bản, từ đó hình thành nền tảng cho Nghĩa Lý phái. Các học giả thuộc trường phái Tân Văn thường phát hành các phiên bản thay thế của văn bản, trong đó họ tự do tích hợp những chú giải không chính thống vào công trình của mình. Họ cũng phát triển các hệ thống bói toán thay thế, nổi bật nhất là Thái Huyền kinh. Tuy nhiên, phần lớn các chú giải thời kỳ đầu, bao gồm các nghiên cứu về tượng và số của Kinh Phòng, Vu Phạm và Tuân Song, đã không còn tồn tại. Hiện nay, chỉ một số đoạn trích ngắn từ các tác phẩm này được lưu giữ trong văn bản thời Đường là Chu Dịch tập giải.
Sau sự sụp đổ của nhà Hán, các trường phái hệ thống về Kinh Dịch không còn được tổ chức một cách bài bản như trước. Trong giai đoạn này, nhà tư tưởng có ảnh hưởng lớn nhất là Vương Bật. Ông bác bỏ các yếu tố số học từ các nhà chú giải thời Hán và thay vào đó tích hợp trực tiếp triết lý của Thập Dực vào văn bản chính của Kinh Dịch. Hệ thống diễn giải của Vương Bật được xem là vượt trội, thuyết phục đến mức các nhà chú giải thời Hán không còn được coi trọng. Một thế kỷ sau, Hàn Khang Bá đã bổ sung thêm các chú giải về Thập Dực vào tác phẩm của Vương Bật, tạo nên một văn bản nổi tiếng mang tên Chu Dịch chú (周易注). Đối thủ chính của hệ thống diễn giải này là một cách tiếp cận thực dụng hơn do thuật sĩ Quan Lộ đề xuất. Quan Lộ nhấn mạnh Kinh Dịch trong vai trò một công cụ thực tiễn để dự đoán vận mệnh, tập trung vào giá trị bói toán thay vì những diễn giải triết học trừu tượng.

#### Đường, Tống

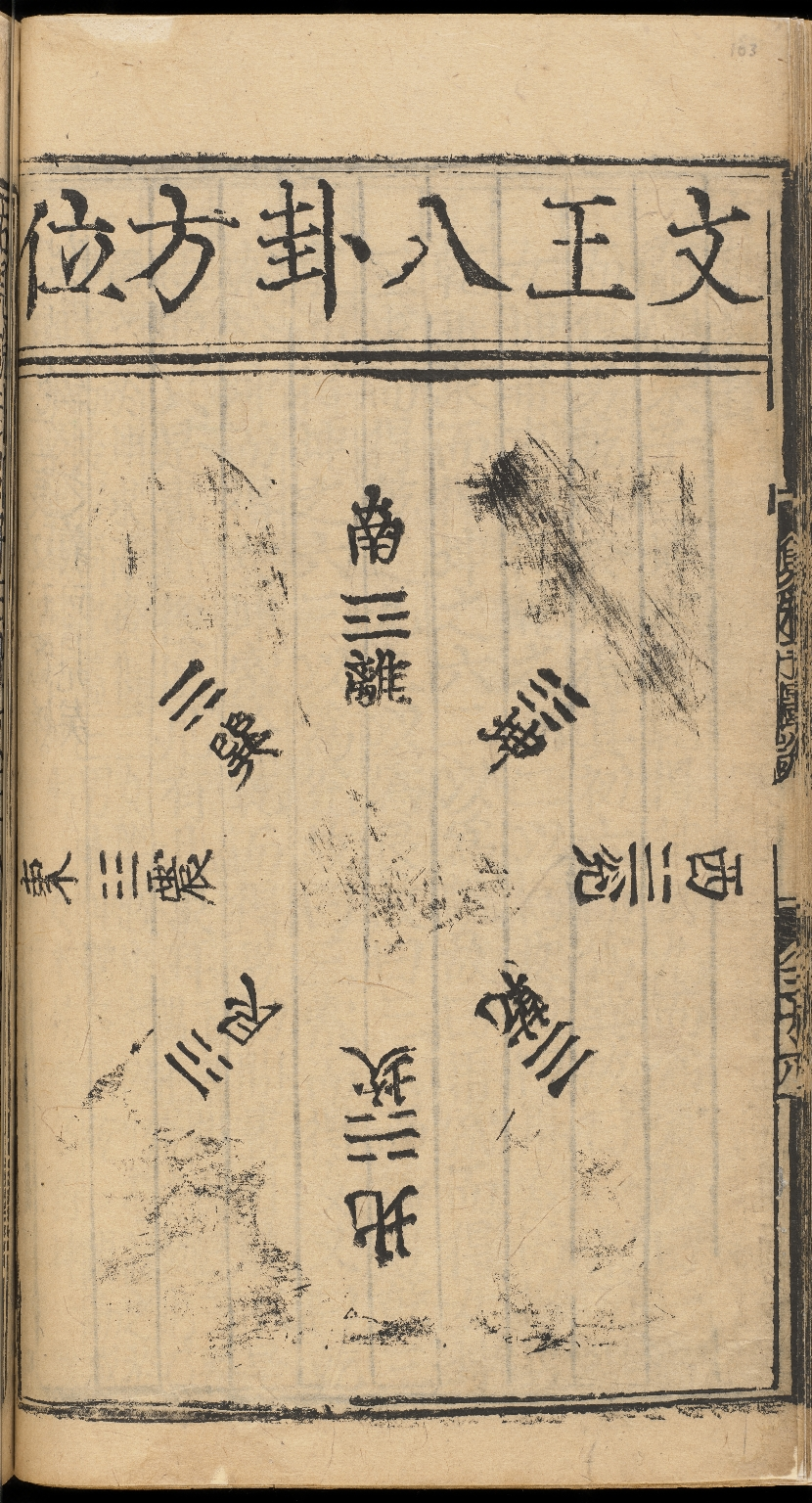
Minh họa phương vị tám quẻ của Chu Văn Vương trong sách Chu Dịch truyện dịch đại toàn

Vào thời Sơ Đường, Đường Thái Tông ra lệnh cho Khổng Dĩnh Đạt biên soạn một phiên bản chuẩn mực của Kinh Dịch. Ông chọn tác phẩm Chu Dịch chú của Vương Bật, được biên soạn vào thế kỷ thứ 3, làm nền tảng chú giải chính thức. Khổng Dĩnh Đạt sau đó bổ sung thêm các chú giải chi tiết nhằm làm sáng tỏ những khía cạnh tinh tế trong hệ thống giải thích của Vương Bật. Tác phẩm hoàn chỉnh, mang tên Chu Dịch chính nghĩa (周易正義), trở thành phiên bản tiêu chuẩn của Kinh Dịch trong suốt thời nhà Tống.
Đến thế kỷ 11, Kinh Dịch không còn được đọc chỉ như một công cụ bói toán, mà đã được nhìn nhận như một tác phẩm triết học sâu sắc. Nó trở thành điểm khởi đầu để khám phá các câu hỏi siêu hình học lớn và các vấn đề đạo đức. Trình Di, một trong những trụ cột của trường phái Lý học Trình–Chu, xem Kinh Dịch là kim chỉ nam cho việc tu thân và hoàn thiện đạo đức. Theo ông, tác phẩm này là một phương tiện để các quan lại xây dựng những phe phái chính trị trong sạch, loại bỏ tham nhũng và giải quyết các vấn đề quốc gia.
Cùng thời với Trình Di, học giả Thiệu Ung đã sắp xếp lại các quẻ trong Kinh Dịch theo một định dạng tương tự với hệ nhị phân hiện đại, mặc dù ông không có ý định áp dụng sắp xếp này cho mục đích toán học. Định dạng này, đôi khi được gọi là "chuỗi nhị phân", sau này đã truyền cảm hứng cho nhà triết học và toán học phương Tây Gottfried Leibniz, người đã nhìn nhận Kinh Dịch như một biểu tượng lý tưởng của trật tự vũ trụ và sự chuyển hóa.

#### Tống nho
Vào thế kỷ 12, Chu Hi – đồng sáng lập trường phái Trình–Chu của Lý học – đã phê phán cả hai dòng chú giải triều Hán về Kinh Dịch, nhận định rằng chúng đều mang tính phiến diện và chưa phản ánh đầy đủ tinh thần của tác phẩm. Trên cơ sở đó, ông phát triển một hệ thống tổng hợp, dung hòa hai cách tiếp cận, đồng thời lập luận rằng Kinh Dịch vốn dĩ là một tác phẩm về bói toán, nhưng có thể được sử dụng như một công cụ quan trọng để tự tu dưỡng đạo đức. Chu Hi liên kết tư tưởng này với khái niệm "chính tâm" trong sách Đại học, nhấn mạnh vai trò của Kinh Dịch trong việc dẫn dắt con người hướng tới sự hoàn thiện bản thân và đạt được sự hài hòa nội tâm. Ngoài ra, Chu Hi cũng tái cấu trúc phương pháp bói bằng cỏ thi, dựa phần lớn vào nội dung trong Đại Tượng truyện. Phương pháp này đã trở thành tiêu chuẩn và vẫn được sử dụng rộng rãi cho đến ngày nay.
Khi Trung Quốc bước vào thời kỳ cận đại, Kinh Dịch tiếp tục giữ vai trò quan trọng trong cả Nho giáo và Đạo giáo. Đặc biệt, Hoàng đế Khang Hi đã bày tỏ sự yêu thích sâu sắc đối với Kinh Dịch và ra lệnh thực hiện những diễn giải mới về tác phẩm này. Dưới triều Thanh, các học giả không chỉ tập trung vào việc bình chú và diễn giải Kinh Dịch theo chiều sâu, mà còn mở rộng nghiên cứu ngữ pháp tiền cổ điển trong văn bản. Những nghiên cứu này đã góp phần đáng kể vào sự phát triển của các phương pháp ngữ văn học mới, tạo nền tảng cho các hướng nghiên cứu hiện đại về Hán học.

### Đông Á
Giống như các kinh điển khác của Trung Hoa, Kinh Dịch có ảnh hưởng sâu rộng trên khắp Đông Á. Năm 1557, nhà Lý học người Triều Tiên Lý Hoảng đã viết một nghiên cứu quan trọng về Kinh Dịch, khẳng định rằng tinh thần là nguyên lý (lý) chứ không phải là lực vật chất (khí). Lý Hoảng chỉ trích rằng các học giả Lý học đã hiểu sai tư tưởng của Chu Hi. Những phân tích của ông không chỉ có sức ảnh hưởng lớn tại Triều Tiên mà còn lan rộng sang Nhật Bản. Tuy nhiên, ngoài đóng góp này, Kinh Dịch—được gọi là Yeok Gyeong trong tiếng Triều Tiên —không giữ vai trò trung tâm trong sự phát triển của Nho giáo Hàn Quốc. Đến thế kỷ 19, các nghiên cứu về Kinh Dịch được tích hợp vào phong trào cải cách thực học (Silhak).
Ở Nhật Bản thời trung cổ, các giáo lý bí truyền về Kinh Dịch—được gọi là Eki Kyō trong tiếng Nhật—được phổ biến bởi thiền sư Lâm Tế tông Kokan Shiren và nhà Thần đạo Yoshida Kanetomo trong thời kỳ Kamakura. Đến thời Edo, Kinh Dịch trở thành một lĩnh vực nghiên cứu quan trọng, với hơn 1.000 tác phẩm được xuất bản bởi hơn 400 tác giả. Phần lớn các tác phẩm này là các công trình ngữ văn nghiêm túc, tập trung vào việc tái cấu trúc các cách sử dụng cổ và hệ thống hóa các chú giải nhằm phục vụ nhu cầu thực tiễn. Tuy nhiên, vẫn tồn tại một bộ phận đáng kể các nghiên cứu nhấn mạnh vào số học, biểu tượng và bói toán. Trong thời kỳ này, hơn 150 ấn bản của các chú giải cổ Trung Hoa đã được tái bản trên khắp Nhật Bản, bao gồm cả một số văn bản đã thất truyền tại Trung Quốc. Đặc biệt, trong giai đoạn đầu thời Edo, các nhà tư tưởng Nhật Bản như Itō Jinsai, Kumazawa Banzan và Nakae Tōju coi Kinh Dịch là tác phẩm vĩ đại nhất trong các kinh điển Nho giáo. Nhiều tác giả đã cố gắng sử dụng Kinh Dịch để giải thích khoa học phương Tây trong bối cảnh tư tưởng Nhật Bản. Trong số đó, Shizuki Tadao nổi bật với thử nghiệm áp dụng các định luật chuyển động của Newton và nguyên lý Copernicus vào hệ thống vũ trụ luận của Kinh Dịch. Cách tiếp cận này sau đó được chính trị gia nhà Thanh Trương Chi Động kế thừa và phát triển tại Trung Quốc.

#### Việt Nam
Được du nhập vào Việt Nam cùng với Nho giáo vào thời Bắc thuộc, Kinh Dịch ban đầu chỉ được tiếp cận chủ yếu bởi tầng lớp trí thức làm việc trong hệ thống cai trị của nhà Hán. Tuy nhiên, khi Việt Nam giành được độc lập, Kinh Dịch, cùng các kinh điển Nho giáo, trở thành một phần không thể thiếu trong hệ tư tưởng phong kiến. Từ thời nhà Lý và Trần, Nho giáo và Kinh Dịch được giảng dạy trong hệ thống trường học và thi cử, nhưng chỉ đến thời Hậu Lê, dưới ảnh hưởng của Tống Nho, Kinh Dịch mới được nghiên cứu sâu hơn. Nguyễn Bỉnh Khiêm nhắc đến Dịch như một nền tảng tri thức quan trọng trong thơ ca của ông. Lê Quý Đôn viết Dịch phu tùng thuyết, đi sâu phân tích triết lý của Kinh Dịch. Kinh Dịch tại Việt Nam được ứng dụng rộng rãi vào đời sống như bói toán, phong thủy, y học, nông nghiệp và quản trị chính trị. Tuy nhiên, Kinh Dịch không phải là văn bản quá phổ biến và chỉ được nghiên cứu một cách giới hạn bởi tầng lớp trí thức Nho giáo. Bên cạnh đó, phần lớn học giả Việt Nam trung thành với tư tưởng Chu Hi, không phát triển các cách diễn giải độc lập hay trường phái riêng như Triều Tiên hay Nhật Bản.
Vào thời Nguyễn, Kinh Dịch tiếp tục được xem trọng nhưng cũng bắt đầu đối mặt với sự cạnh tranh từ tri thức phương Tây. Phan Bội Châu, vào cuối đời, đã nghiên cứu sâu về Kinh Dịch và viết nên Quốc Văn Chu Dịch Diễn Giải và Ngọn đèn Dịch học. Học giả Lê Văn Ngữ, với tác phẩm Chu Dịch Cứu Nguyên (1916), là một trong những người cuối cùng nghiên cứu sâu về Kinh Dịch, kết hợp giữa lý thuyết cổ điển và phản biện tư tưởng hiện đại. Sau Cách mạng Tháng Tám, Ngô Tất Tố chú giải Kinh Dịch với cách viết hàn lâm, mang đậm phong cách nho giáo truyền thống. Nguyễn Hiến Lê đã chú giải Kinh Dịch trong tác phẩm Kinh Dịch – Đạo của người quân tử, với phong cách dễ hiểu, phù hợp với độc giả hiện đại. Nguyễn Duy Cần lại tiếp cận Kinh Dịch theo hướng huyền bí trong các tác phẩm như Dịch học tinh hoa và Chu Dịch huyền giải. Kinh Dịch trong giai đoạn này tuy không bị cấm đoán ở Việt Nam, nhưng ít phổ biến do bối cảnh lịch sử và chính trị. Tuy nhiên, từ thập niên 1990, khi các tác phẩm về Chu dịch và dự đoán học của Thiệu Vỹ Hoa được dịch sang tiếng Việt, phong trào Dịch học một lần nữa phát triển mạnh mẽ, tạo điều kiện để Kinh Dịch được nghiên cứu và ứng dụng rộng rãi tại Việt Nam.

### Phương Tây

#### Những tiếp xúc đầu tiên

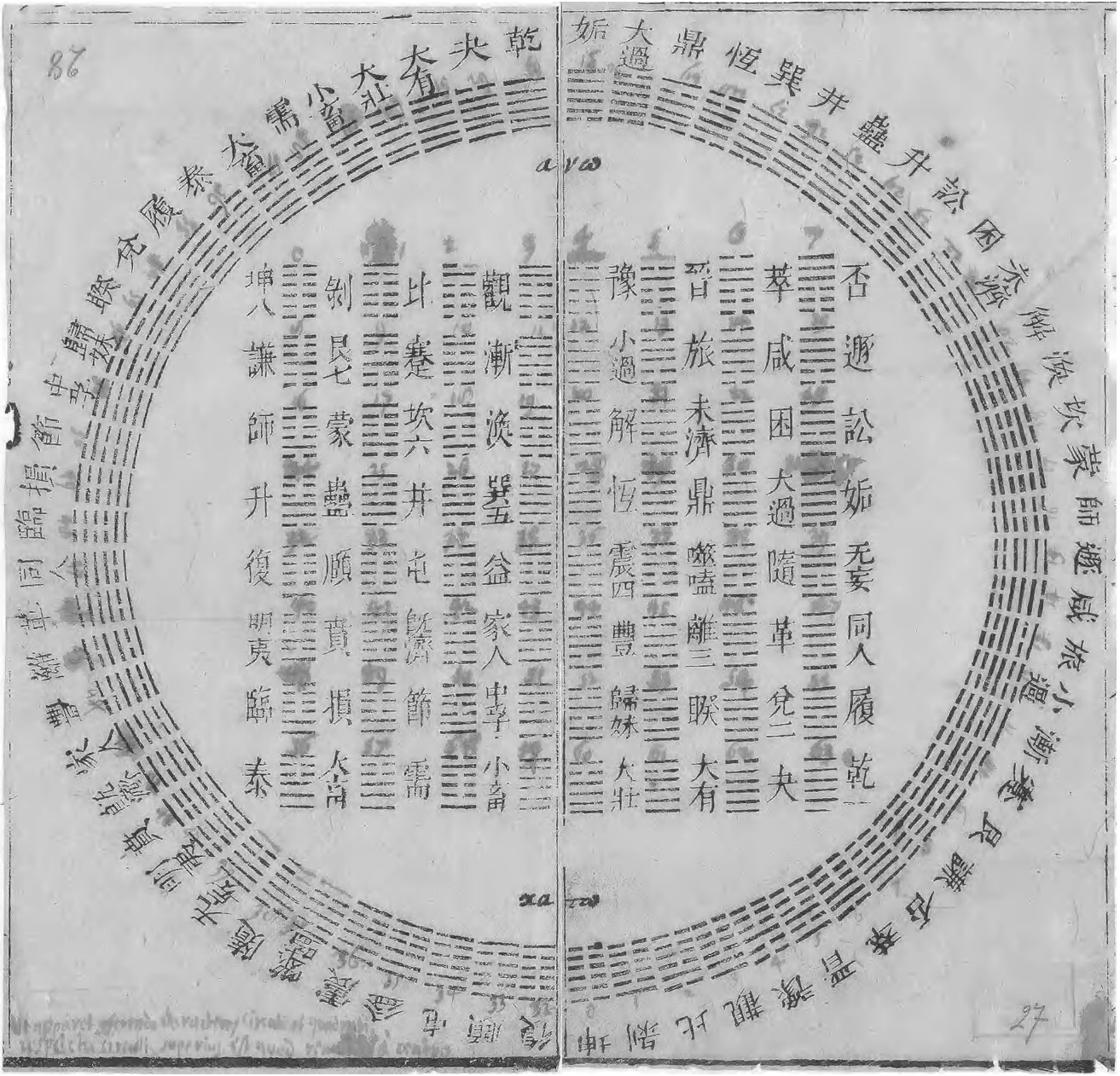
Phương vị 64 quẻ của Phục Hy được gửi đến Gottfried Wilhelm Leibniz bởi Joachim Bouvet. Các số Ả Rập được thêm vào bởi Leibniz.

Những nỗ lực đầu tiên để giới thiệu Kinh Dịch đến phương Tây có liên quan mật thiết đến các hoạt động truyền giáo của Dòng Tên tại Trung Quốc ở thế kỷ 17. Matteo Ricci, một trong những giáo sĩ Dòng Tên đầu tiên có ảnh hưởng lớn tại triều đình nhà Minh, đã ghi nhận Kinh Dịch như một tác phẩm kinh điển nhưng không dành nhiều sự chú ý đến nó. Phải đến thế kỷ 17, nhà truyền giáo Joachim Bouvet mới đóng vai trò quan trọng trong việc nghiên cứu và diễn giải văn bản này. Bouvet và nhóm Figurists — một phong trào trí thức Dòng Tên tại Trung Quốc — tin rằng Kinh Dịch không chỉ là một văn bản bói toán mà còn chứa đựng các mặc khải thần thánh có thể liên hệ với Kinh Thánh. Họ cho rằng các quẻ và ký hiệu của văn bản này phản ánh những nguyên lý tôn giáo ẩn giấu, có thể được sử dụng như một công cụ để cải đạo người Trung Quốc sang Kitô giáo. Bouvet đặc biệt quan tâm đến khái niệm âm-dương và hệ thống quẻ của Kinh Dịch, mà ông tin rằng có thể được diễn giải như một dạng thần học ẩn giấu.
Tư tưởng của Bouvet đã ảnh hưởng sâu sắc đến Gottfried Wilhelm Leibniz. Khi tiếp xúc với Kinh Dịch, Leibniz nhận thấy hệ thống quẻ của văn bản này có thể được diễn giải theo hệ nhị phân, trong đó các hào dương và hào âm tương ứng với 1 và 0. Ông coi đây là một phát hiện quan trọng, cho rằng người Trung Quốc cổ đại đã phát minh ra hệ thống số nhị phân hàng nghìn năm trước phương Tây. Leibniz tin rằng số nhị phân phản ánh cách Chúa trời tạo ra vũ trụ từ hư vô: số 1 đại diện cho sự tồn tại (Chúa), số 0 biểu trưng cho hư vô. Dưới sự khuyến khích của Bouvet, Leibniz hy vọng phát hiện này có thể giúp thuyết phục Hoàng đế Khang Hi và giới trí thức Trung Quốc chấp nhận Kitô giáo, nhưng nỗ lực này không đạt kết quả như mong đợi.
Quan điểm của Leibniz sau đó bị Georg Friedrich Hegel phản đối. Hegel cho rằng hệ nhị phân và chữ Hán chỉ là những "hình thức trống rỗng", không thể diễn đạt ngôn ngữ một cách rõ ràng và chính xác như bảng chữ cái phương Tây. Trong các bình luận, quẻ của Kinh Dịch và chữ Hán thường bị gộp chung thành một khái niệm ngoại lai duy nhất, dẫn đến các cuộc thảo luận triết học về tính phổ quát và bản chất của giao tiếp. Việc Leibniz liên kết hệ nhị phân với Kinh Dịch đã trở thành nền tảng cho khái niệm characteristica universalis (ngôn ngữ phổ quát), qua đó góp phần định hình logic Boole và truyền cảm hứng cho Gottlob Frege phát triển logic vị từ vào cuối thế kỷ 19. Đến thế kỷ 20, Jacques Derrida đã chỉ trích lập luận của Hegel là mang tính "trung tâm ngôn từ" (logocentric). Tuy nhiên, ông vẫn chấp nhận tiền đề của Hegel rằng các ký tự Hán không thể diễn đạt các tư tưởng triết học.

#### Thời hiện đại
Sau thất bại của phong trào Figurists, Kinh Dịch vẫn là một chủ đề thu hút sự quan tâm của phương Tây, đặc biệt trong thế kỷ 19 khi trào lưu nghiên cứu các văn bản cổ phương Đông phát triển mạnh. Học giả người Anh James Legge là người đầu tiên dịch Kinh Dịch sang tiếng Anh một cách có hệ thống. Bản dịch của Legge nhấn mạnh vào khía cạnh đạo đức và triết học của văn bản, phù hợp với cách hiểu của Nho giáo hơn là các cách diễn giải huyền bí trước đó. Tuy nhiên, bản dịch có ảnh hưởng lớn nhất đến phương Tây lại là của Richard Wilhelm, xuất bản bằng tiếng Đức vào năm 1924. Wilhelm tiếp cận Kinh Dịch không chỉ như một văn bản bói toán mà còn như một hệ thống triết học có chiều sâu, nhấn mạnh vào sự thay đổi và tương tác giữa các đối lập trong vũ trụ. Bản dịch của ông sau đó được Carl Jung (1875–1961) viết lời tựa, góp phần đưa Kinh Dịch vào lĩnh vực tâm lý học phương Tây. Jung cũng sử dụng Kinh Dịch để minh họa cho khái niệm "tính đồng thời", một nguyên tắc mà ông cho rằng phản ánh mối liên hệ phi nhân quả giữa các sự kiện tâm lý và thế giới bên ngoài. Ông tin rằng hệ thống quẻ của Kinh Dịch không đơn thuần là một phương pháp bói toán, mà còn là một cách để tiếp cận những mối liên kết sâu sắc giữa tâm thức con người và vũ trụ. Sự quan tâm của Jung đối với Kinh Dịch đã giúp văn bản này trở nên phổ biến trong các phong trào huyền học (New Age), phân tâm học, và cả trong nghệ thuật phương Tây.
Sang thế kỷ 20, với những bước tiến mới trong khoa học và triết học, Kinh Dịch tiếp tục được diễn giải theo nhiều góc độ khác nhau. Một số học giả Trung Quốc đã tìm cách liên hệ văn bản này với các lĩnh vực như đại số tuyến tính và logic trong khoa học máy tính, nhằm chứng minh rằng tư duy phương Đông đã dự báo trước một số phát minh của phương Tây. Ngược lại, nhà Hán học Joseph Needham lập luận rằng Kinh Dịch đã kìm hãm sự phát triển khoa học, khi tích hợp toàn bộ tri thức vật lý vào hệ thống siêu hình của nó, khiến người Trung Quốc thiếu tư duy thực nghiệm. Tuy nhiên, trong lĩnh vực vật lý hiện đại, Niels Bohr, một trong những nhà tiên phong của cơ học lượng tử, lại tìm thấy nguồn cảm hứng từ Kinh Dịch. Ông nhận thấy rằng nguyên lý âm dương trong văn bản này có điểm tương đồng với nguyên lý bổ sung — một khái niệm cốt lõi của cơ học lượng tử, đối lập với tư duy nhị nguyên của vật lý cổ điển của phương Tây.
Trong văn hóa đại chúng phương Tây thế kỷ 20, Kinh Dịch có ảnh hưởng mạnh mẽ đến phong trào phản văn hóa những năm 1960 cũng như nhiều nghệ sĩ và trí thức lớn. John Cage, nhà soạn nhạc thể nghiệm, đã sử dụng hệ thống quẻ để tạo ra những tác phẩm âm nhạc ngẫu nhiên, trong khi Philip K. Dick, một tiểu thuyết gia khoa học viễn tưởng, thường xuyên nhắc đến Kinh Dịch trong các tác phẩm của mình. Joni Mitchell gợi nhắc đến quẻ Thuần Càn (䷀) trong ca khúc "Amelia" thuộc album Hejira, khi cô miêu tả hình ảnh "...sáu chiếc máy bay phản lực để lại sáu vệt hơi trắng trên bầu trời cằn cỗi...". Kinh Dịch cũng là nguồn cảm hứng cho ca khúc "While My Guitar Gently Weeps" (1968) của The Beatles, cho thấy sức sống bền bỉ của văn bản cổ này trong nghệ thuật và tư duy phương Tây hiện đại.

## Cước chú
1. 1 2  Hậu tố kinh (經, k-lˤeng) vốn dĩ chỉ được sử dụng kể từ thời nhà Hán, tức là sau giai đoạn tiếng Hán thượng cổ. Do đó, vào thời kỳ chữ triện còn thịnh hành, tác phẩm này đơn thuần được gọi là "Dịch".
2. ↑  Chữ thoán (彖) dùng để chỉ một loài động vật bốn chân giống như lợn. Điều này được cho là ám chỉ từ 'quyết định', đoán (斷). Trong tiếng Trung hiện đại, thuật ngữ chỉ một lời giải thích về quẻ là quái từ (卦辭).[16]
3. ↑  Trong Tả truyện, Hào từ còn được gọi là dao (繇).[17]
4. ↑  Bản văn được lưu truyền hiện nay vốn được Chu Hi sắp xếp lại.[49]

### Sách
- Adler, Joseph A. (2002). Introduction to the Study of the Classic of Change (I-hsüeh ch'i-meng). Provo, UT: Global Scholarly Publications. ISBN 1-592-67334-1.
- Adler, Joseph A. (2020). The Original Meaning of the Yijing: Commentary on the Scripture of Change. New York: Columbia University Press. ISBN 978-0-231-19124-1.
- Adler, Joseph A. (2022). The Yijing: A Guide. New York: Oxford University Press. ISBN 978-0-190-07246-9.
- Bauer, Susan Wise (2007). The History of the Ancient World: from the Earliest Accounts to the Fall of Rome (bằng tiếng Anh) (ấn bản thứ 1). New York: W. W. Norton & Company, Incorporated. ISBN 978-0-393-05974-8.
- Hon Tze-ki (韓子奇) (2005). The Yijing and Chinese Politics: Classical Commentary and Literati Activism in the Northern Song Period, 960–1127. Albany: State University of New York Press. ISBN 0-791-46311-7.
- Kern, Martin (2010). "Early Chinese literature, Beginnings through Western Han". Trong Owen, Stephen (biên tập). The Cambridge History of Chinese Literature, Volume 1: To 1375. Cambridge University Press. tr. 1–115. ISBN 978-0-521-11677-0.
- Knechtges, David R. (2014). "Yi jing" 易經 [Classic of changes]. Trong Knechtges, David R.; Chang, Taiping (biên tập). Ancient and Early Medieval Chinese Literature: A Reference Guide. Quyển 3. Leiden: Brill. tr. 1877–1896. ISBN 978-90-042-7216-3.
- Ngô Vĩ Minh (吳偉明) (2000). The I Ching in Tokugawa Thought and Culture. Honolulu: Association for Asian Studies and University of Hawaiʻi Press. ISBN 0-824-82242-0.
- Nguyễn Hiến Lê (2005). Triệu Xuân (biên tập). Kinh Dịch: Đạo của người quân tử . Thành phố Hồ Chí Minh: Nhà xuất bản Văn học.
- Nielsen, Bent (2003). A Companion to Yi Jing Numerology and Cosmology: Chinese Studies of Images and Numbers from Han (202 BCE–220 CE) to Song (960–1279 CE). London: Routledge. ISBN 0-700-71608-4.
- Nylan, Michael (2001). The Five "Confucian" Classics. New Haven, CT: Yale University Press. ISBN 0-300-13033-3.
- Raphals, Lisa (2013). Divination and Prediction in Early China and Ancient Greece. Cambridge University Press. ISBN 978-1-107-01075-8.
- Redmond, Geoffrey; Hon, Tze-Ki (2014). Teaching the I Ching. Oxford University Press. ISBN 978-0-199-76681-9.
- Redmond, Geoffrey (2021). "The Yijing in Early Postwar Counterculture in the West". Trong Ngô Vĩ Minh (biên tập). The Making of the Global Yijing in the Modern World. Singapore: Springer. tr. 197–221. ISBN 978-9-813-36227-7.
- Rutt, Richard (1996). The Book of Changes (Zhouyi): A Bronze Age Document. Richmond: Curzon. ISBN 0-700-70467-1.
- Schuessler, Axel (2007). ABC Etymological Dictionary of Old Chinese. Honolulu: University of Hawaiʻi Press. ISBN 978-1-4356-6587-3.
- Shaughnessy, Edward (1983). The composition of the Zhouyi (Luận văn). Stanford University.
- Shaughnessy, Edward (1993). "I Ching 易經 (Chou I 周易)". Trong Loewe, Michael (biên tập). Early Chinese Texts: A Bibliographical Guide. Berkeley: Society for the Study of Early China; Institute for East Asian Studies, University of California, Berkeley. tr. 216–228. ISBN 1-557-29043-1.
- Shaughnessy, Edward (1999). "Western Zhou History". Trong Loewe, Michael; Shaughnessy, Edward (biên tập). The Cambridge History of Ancient China: From the Origins of Civilization to 221 B.C.. Cambridge University Press. tr. 292–351. ISBN 0-521-47030-7.
- Shaughnessy, Edward (2014). Unearthing the Changes: Recently Discovered Manuscripts of the Yi Jing (I Ching) and Related Texts. New York: Columbia University Press. ISBN 978-0-231-16184-8.
- Shchutskii, Julian (1979). Researches on the I Ching. Princeton University Press. ISBN 0-691-09939-1.
- Smith, Richard J. (2008). Fathoming the Cosmos and Ordering the World: the Yijing (I Ching, or Classic of Changes) and its Evolution in China. Charlottesville: University of Virginia Press. ISBN 978-0-813-92705-3.
- Smith, Richard J. (2012). The I Ching: A Biography. Princeton University Press. ISBN 978-0-691-14509-9.
- Thiệu Vĩ Hoa (邵伟华) (2003). Chu dịch với dự đoán học 周易预测学讲义. Mạnh Hà biên dịch . Thành phố Hồ Chí Minh: Nhà Xuất bản Văn hóa Thông tin.
- Yuasa, Yasuo (2008). Overcoming Modernity: Synchronicity and Image-thinking. Albany: State University of New York Press. ISBN 978-1-435-65870-7.

### Tạp chí nghiên cứu
- Coward, Harold (1996). "Taoism and Jung: Synchronicity and the Self". Philosophy East and West (bằng tiếng Anh). Quyển 46 số 4. University of Hawai'i Press. tr. 477–495. doi:10.2307/1399493. ISSN 0031-8221.
- Nelson, Eric S. (2011). "The Yijing and Philosophy: From Leibniz to Derrida" [Kinh Dịch và triết học: Từ Leibniz đến Derrida]. Journal of Chinese Philosophy. Quyển 38 số 3. tr. 377–396. doi:10.1111/j.1540-6253.2011.01661.x.
- Ngô Vĩ Minh (吳偉明) (2000). "The I Ching in Late-Choson Thought". Korean Studies. Quyển 24 số 1. tr. 53–68. doi:10.1353/ks.2000.0013. S2CID 162334992.
- Ngô Vĩ Minh (吳偉明) (2003). "Yijing Scholarship in Late-Nguyen Vietnam: A Study of Le Van Ngu's Chu Dich Cuu Nguyen (An Investigation of the Origins of the Yijing, 1916)" (PDF). Review of Vietnamese Studie. Quyển 3 số 1. tr. 1–24.
- Nguyễn Tài Thư (2010). "Kinh dịch và lịch sử tư tưởng Việt Nam". Tạp chí Triết học. Số 10. Hà Nội: Viện Triết Học, Viện Hàn lâm khoa học xã hội Việt Nam. tr. 24–36.
- Nguyễn Trung Thuần (2014). "Vài nét về "Kinh Dịch"". Tạp chí Nghiên cứu Tôn Giáo. Quyển 128 số 2. Hà Nội: Viện Nghiên cứu Tôn giáo, Viện Hàn lâm khoa học xã hội Việt Nam. tr. 69–81. ISSN 1859-0403.
- Peterson, Willard J. (1982). "Making Connections: 'Commentary on the Attached Verbalizations' of the Book of Change". Harvard Journal of Asiatic Studies. Quyển 42 số 1. tr. 67–116. JSTOR 2719121.
- Smith, Richard J. (2012). "How the "Book of Changes" Arrived in the West". New England Review (1990-) (bằng tiếng Anh). Quyển 33 số 1. Middlebury College Publications. tr. 25–41. ISSN 1053-1297.
- Swetz, Frank J. (2003). "Leibniz, the Yijing, and the Religious Conversion of the Chinese". Mathematics Magazine (bằng tiếng Anh). Quyển 76 số 4. Taylor & Francis, Ltd. tr. 276–291. doi:10.2307/3219083. ISSN 0025-570X.
- Thái Chấn Phong (蔡振豐) (tháng 12 năm 2012).  黎文敔《周易究原》與其儒學解釋 [Lê Văn Ngữ: "Chu Dịch Cứu Nguyên" và Cách Giải Thích Nho Học]. Tạp chí Nghiên cứu Văn minh Đông Á Đài Loan [臺灣東亞文明研究學刊] (bằng tiếng Trung). Quyển 9 số 2. Đài Bắc: Nhà xuất bản Đại học quốc lập Sư phạm Đài Loan. tr. 101–120. doi:10.6163/tjeas.2012.9(2)101.

### Trực tuyến
- Hồng Sơn (ngày 1 tháng 2 năm 2007). "Kinh dịch là sản phẩm trí tuệ của Phương Đông". Quân đội nhân dân. Hà Nội: Tổng cục Chính trị, Bộ Quốc phòng Việt Nam. Truy cập ngày 25 tháng 1 năm 2025.
- Weinberger, Eliot (ngày 25 tháng 2 năm 2016). "What Is the I Ching?". The New York Review of Books (bằng tiếng Anh).